# Epitelountes ta misteria
Se designaba con el nombre de epitelountes ta misteria a diez funcionarios que tomaban parte en los misterios de Andania, en Mesenia y que eran elegidos por la asamblea popular, en votación pública y levantando la mano entre la clase de los hieroi que hubieran cumplido cuarenta años.
Estaban encargados de la dirección de todo lo concerniente al buen orden durante la ceremonia, siendo sus atribuciones análogas a las del arconte-rey, asistido de los epimeletas en los misterios de Eleusis. A sus órdenes estaban los rabdoforos, en quienes delegaban la misión de conservar el orden durante las ceremonias,. Todos los demás hieroi les tenían que obedecer y podían imponer castigos cuando lo juzgaran oportuno. El cargo de los epilountes era anual y no podían ejercerlo dos veces seguidas. Tenían como insignia, mientras duraban los misterios, una cinta de púrpura.